# Draskóczy Sámuel
Draskóci Draskóczy Sámuel (Harkács, 1794. február 26. – Harkács, 1864. április 18.) Gömör és Kis-Hont vármegyei alispán, evangélikus felügyelő.

## Élete
Draskóczy Sámuel és Szontagh Klára fia volt. 23 éves korában hivatalos pályára lépett és több évig al- és főszolgabiró, egyszersmind evangélikus egyházmegyei főgondnok és 1830-ban Gömör és Kis-Hont megye országgyűlési követe volt; 1836-ban a megye megválasztotta alispánjává, a tiszai evangélikus egyházkerület pedig főfelügyelőjévé; 1843-ban szemeinek teljes elgyengülése miatt hivatalairól lemondott.

## Munkái
Draskóczy Sámuel búcsúzó beszédje 1843-ban. Rozsnyó.